# Saint-Boingt
Saint-Boingt település Franciaországban, Meurthe-et-Moselle megyében. Lakosainak száma 74 fő (2022. január 1.). Saint-Boingt Essey-la-Côte, Rozelieures, Saint-Rémy-aux-Bois, Vennezey és Damas-aux-Bois községekkel határos.

## Népesség
A település népessége az elmúlt években az alábbi módon változott:
| Lakosok száma | 89   | 69   | 66   | 77   | 74   | 73   | 71   | 71   | 72   | 74   |
|               | 1968 | 1982 | 1990 | 2006 | 2013 | 2015 | 2017 | 2019 | 2020 | 2022 |